# Martin Stade
Martin Stade (* 1. September 1931 in Haarhausen, Thüringen; † 11. Dezember 2018 in Arnstadt) war ein deutscher Schriftsteller.

## Leben
Martin Stade war der Sohn eines Maurers und einer Fabrikarbeiterin. Er machte eine Lehre als Rundfunkmechaniker von 1946 bis 1949. Von 1949 bis 1958 war er Funktionär bei der FDJ. Ab 1951 war er Mitarbeiter der Westabteilung des Zentralrats der FDJ in Berlin. Er war der Instrukteur der FDJ in Berlin-Steglitz und in Berlin-Wedding. Ab Mai 1952 war er erster Sekretär der FDJ in Berlin-Kreuzberg. Im November 1952 erhielt er eine Verbandsstrafe wegen „mangelnder revolutionärer Wachsamkeit“ und im April 1953 eine Rüge aufgrund von „schlechter Arbeitsmoral“.
Martin Stade war bis 1958 FDJ-Funktionär, Lehrer an einer Schule des Zentralrats der FDJ, Instrukteur und 2. FDJ-Sekretär des Kreises Arnstadt. Er arbeitete als Lehrer für Marxismus-Leninismus an der Bezirksschule Erfurt und einer Schule des Zentralrats der FDJ. Er war FDJ-Sekretär des VEB Fernmeldewerk Arnstadt. Von 1959 bis 1963 und von 1966 bis 1967 arbeitete er als Dreher im VEB Chemieanlagenbau Erfurt-Rudisleben. Von 1963 bis 1966 arbeitete er als Kranführer in der Landwirtschaft in Haarhausen. Im Jahr 1967 arbeitete er als Redakteur im Bezirks-Kabinett für Kulturarbeit.
Seit 1969 war er freier Schriftsteller. 1967/68 studierte er am Literaturinstitut Johannes R. Becher in Leipzig, wurde allerdings „wegen unterschiedlicher kulturpolitischer Auffassungen“ relegiert. Nach der Ausbürgerung Wolf Biermanns trat er aus dem Schriftstellerverband der DDR aus, wodurch seine Veröffentlichungsmöglichkeiten in der DDR stark eingeschränkt waren. Andererseits war seine Wirkung im Westen dadurch beeinträchtigt, dass er als eine Art „Quasi-Dissident“ galt.
Nachdem Stade in seinen frühen erzählerischen Werken dörfliches DDR-Leben geschildert und später historische Stoffe behandelt hatte, ging es in seiner letzten Veröffentlichung Vom Bernsteinzimmer in Thüringen und anderen Hohlräumen um die geheimnisumwitterte Endphase des Zweiten Weltkriegs in seiner thüringischen Heimat. Dabei handelt es sich um eine fiktive Erzählung, die auf wenig bekannten historischen Fakten beruht.
Stade war Mitglied im PEN-Zentrum Deutschland.

## Werke
- Der himmelblaue Zeppelin, Mitteldeutscher Verlag, Halle (Saale) 1970, DNB 730428257
- Der Meister von Sanssouci, Buchverlag der Morgen, Berlin 1971 (zusammen mit Claus Back), DNB 455595623
- Vetters fröhliche Fuhren, Berlin 1973, DNB 740386344
- Der König und sein Narr, Buchverlag der Morgen, Berlin 1975, DNB 750484276. (über Friedrich Wilhelm I. von Preußen und Jacob Paul von Gundling); 1981 verfilmt unter der Regie von Frank Beyer (siehe Der König und sein Narr)
- 17 schöne Fische, Buchverlag der Morgen, Berlin 1976, DNB 770701582.
- Der närrische Krieg, Buchverlag der Morgen, Berlin 1981, DNB 820053392.
- Der Präsentkorb, Buchverlag der Morgen, Berlin 1983, DNB 830904425
- Der Windsucher und andere Dorfgeschichten, Klett-Cotta, Stuttgart 1984, ISBN 9783608950328
- Der junge Bach, Hoffmann und Campe, Hamburg 1985, ISBN 9783455073836.
- Die scharf beobachteten Stare und andere Erzählungen, Aufbau Taschenbuchverlag, Berlin 1992, ISBN 3-7466-0109-6.
- Wilhelms Haus, Wartburg-Verlag, Weimar 2000, ISBN 9783861603016.
- Vom Bernsteinzimmer in Thüringen und anderen Hohlräumen. Berichte über die Tätigkeit des SD 1942–1945, RhinoVerlag, Ilmenau 2008, ISBN 978-3-939399-99-5.

## Filmografie
- 1974: Der erste Urlaubstag (Fernsehfilm)
- 1981: Der König und sein Narr (Fernsehfilm)

## Herausgeberschaft
- mit Klaus Schlesinger und Ulrich Plenzdorf: Berliner Geschichten: »Operativer Schwerpunkt Selbstverlag«. Eine Autoren-Anthologie: wie sie entstand und von der Stasi verhindert wurde, suhrkamp taschenbuch, Frankfurt am Main, 1995, ISBN 3-518-38756-1.